# Astragalus koraiensis
Astragalus koraiensis är en ärtväxtart som beskrevs av Yong No Lee. Astragalus koraiensis ingår i släktet vedlar, och familjen ärtväxter. Inga underarter finns listade i Catalogue of Life.